# Římskokatolická farnost Kelč
Římskokatolická farnost Kelč je územním společenstvím římských katolíků v rámci děkanátu Valašské Meziříčí olomoucké arcidiecéze s farním kostelem svatého Petra a Pavla.

## Historie
Počátky farnosti se datují do druhé poloviny třináctého století. Původní kostel byl dřevěný, postavený v první polovině třináctého století. V roce 1538 byla přistavěna ke kostelu zděná věž. Tento kostel sloužil do roku 1776, tehdy byl postaven současný kostel, dokončený roku 1784.

## Duchovní správci
Jména duchovních správců v Kelči jsou známa od roku 1621. Od prosince 2010 do 16. července 2022 byl farářem Mgr. Jan Bleša. Od 17. července 2022 do 30. června 2025 působil ve farnosti administrátor farnosti Mgr. Jan Berka. Od 1. července 2025 působí ve farnosti nový farář Mgr. Jan Liška, který zde působil již jako kaplan od 1. září 2024.

## Aktivity farnosti
Farníci na začátku roku 2017 se podíleli na úklidu farního lesa po těžbě (mladí lidé například v rámci přípravy na biřmování vyrobili dřevěný chodník k lesní studánce). Šlo mj. o svědectví, že se farnost dokáže o svůj les dobře postarat. V říjnu 2017 a srpnu 2020 udílel ve farnosti svátost biřmování arcibiskup Jan Graubner. Na území farnosti se pravidelně pořádá tříkrálová sbírka. V roce 2018 se při ní v Kelči vybralo 100 164 korun.